# عمود الطاعون (فيينا)

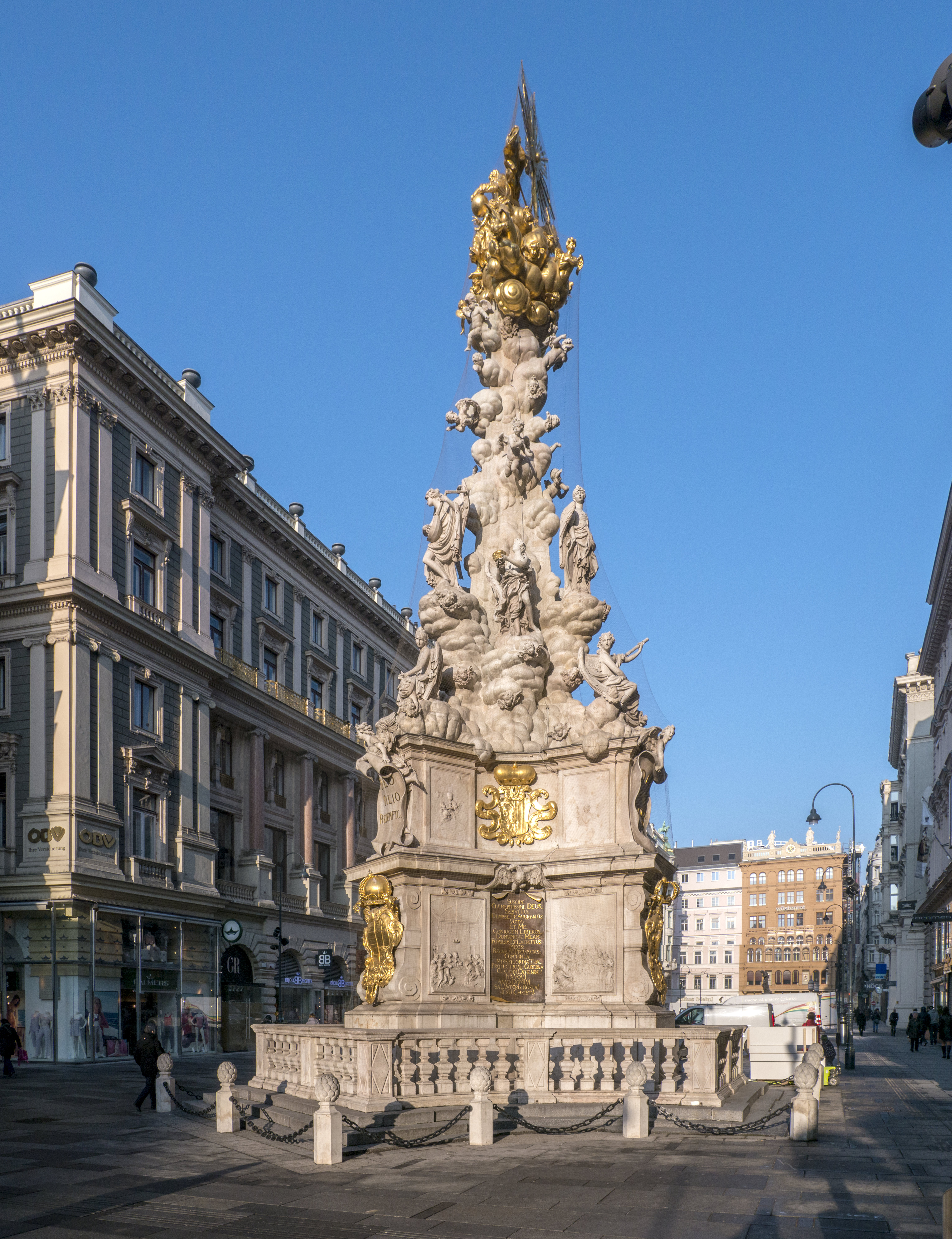
عمود الطاعون في فيينا

عمود الطاعون ((بالألمانية: Pestsäule)‏)، أو العمود ثلاثي ((بالألمانية: Dreifaltigkeitssäule)‏) هو عمود ثلاثي يقع في غرابين، وهو شارع في مدينة فيينا الداخلية بالنمسا. شُيد النصب التذكاري الباروكي بعد وباء الطاعون العظيم في عام 1679، وهو واحد من القطع الفنية المشهورة والقطع النحتية البارزة للمدينة. وقد وصف كريستين بوكل مؤلف كتاب «صور الطاعون والأوبئة» بأنها «واحدة من أكثر أطياف النحت طموحاً وابتكاراً في أي مكان في أوروبا في حقبة ما بعد بيرنيني».

## التاريخ
في عام 1679، زار فيينا واحدة من آخر أوبئة الطاعون الكبيرة. بعد هروبه من المدينة، تعهد إمبراطور هابسبورغ ليوبولد الأول ببناء طابور رحمة إذا انتهى الوباء. في العام نفسه، تم افتتاح عمود خشبي مؤقت من تأليف يوهان فروهويرث، يظهر الثالوث المقدس على عمود كورنثي مع تسعة ملائكة منحوتة (تسعة جوقات الملائكة).
في عام 1683، تم تكليف Matthias Rauchmiller لإنشاء تصميم عام وكذلك بعض المنحوتات.و قد توفي في 1686، ولكن لا يزال ينظر إلى تصوره الأساسي وثلاثة من شخصيات ملائكته على النصب الحديث.
العديد من التصاميم الجديدة تبعت ذلك، من بين آخرين من قبل يوهان برنارد فيشر فون إيرلاخ، الذي صمم المنحوتات في قاعدة العمود. وأخيراً، تم تعيين إدارة المشروع إلى بول ستروديل، الذي استند عمله على مفهوم مهندس المسرح  لودوفيكو برناسيني.
تحت شخصية الثالوث، تصور برناسيني سحابة هرمية مع منحوتات الملائكة وكذلك الإمبراطور ليوبولد الراكع، يصلي لنحت الإيمان. من بين أمور أخرى، ساهم النحاتون توبياس كراكر ويوهان بندل في العمود. وافتتح العمود في عام 1694.
على الرغم من فترة البناء الطويلة، والتعديلات المتكررة للتصميم والعدد الكبير من النحاتين المشاركين، يبدو النصب متجانساً تماماً. خلال فترة التصميم، تغيرت من عمود تذكاري محافظ إلى مشهد باروكي عال، يروي قصة في شكل مسرحي. يشير النصب إلى الانتقال إلى عصر الباروك العالي في فيينا. وكان له تأثير كبير على الأسلوب وتم تقليده في المنطقة النمساوية بأكملها.

## معرض الصور

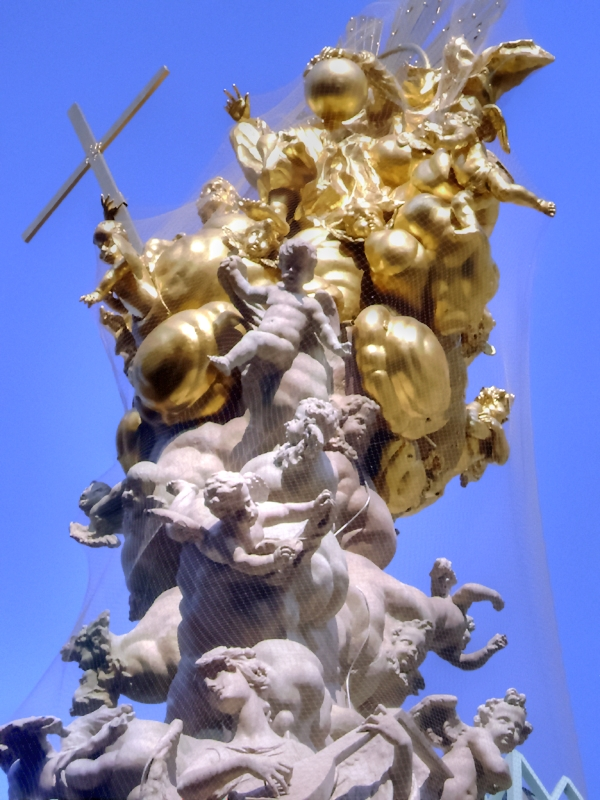
أعلى عمود الطاعون
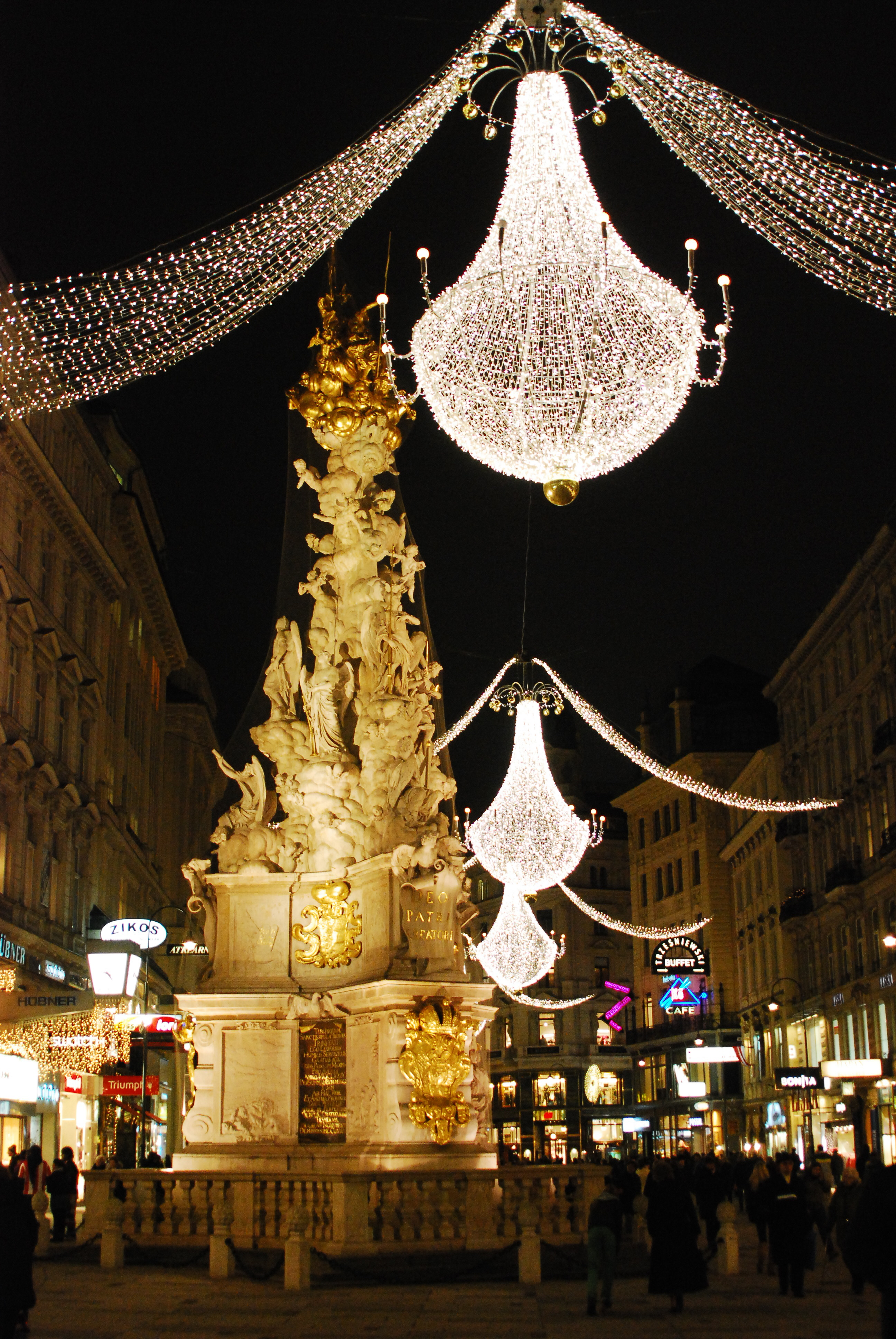
عمود الطاعون ليلاً
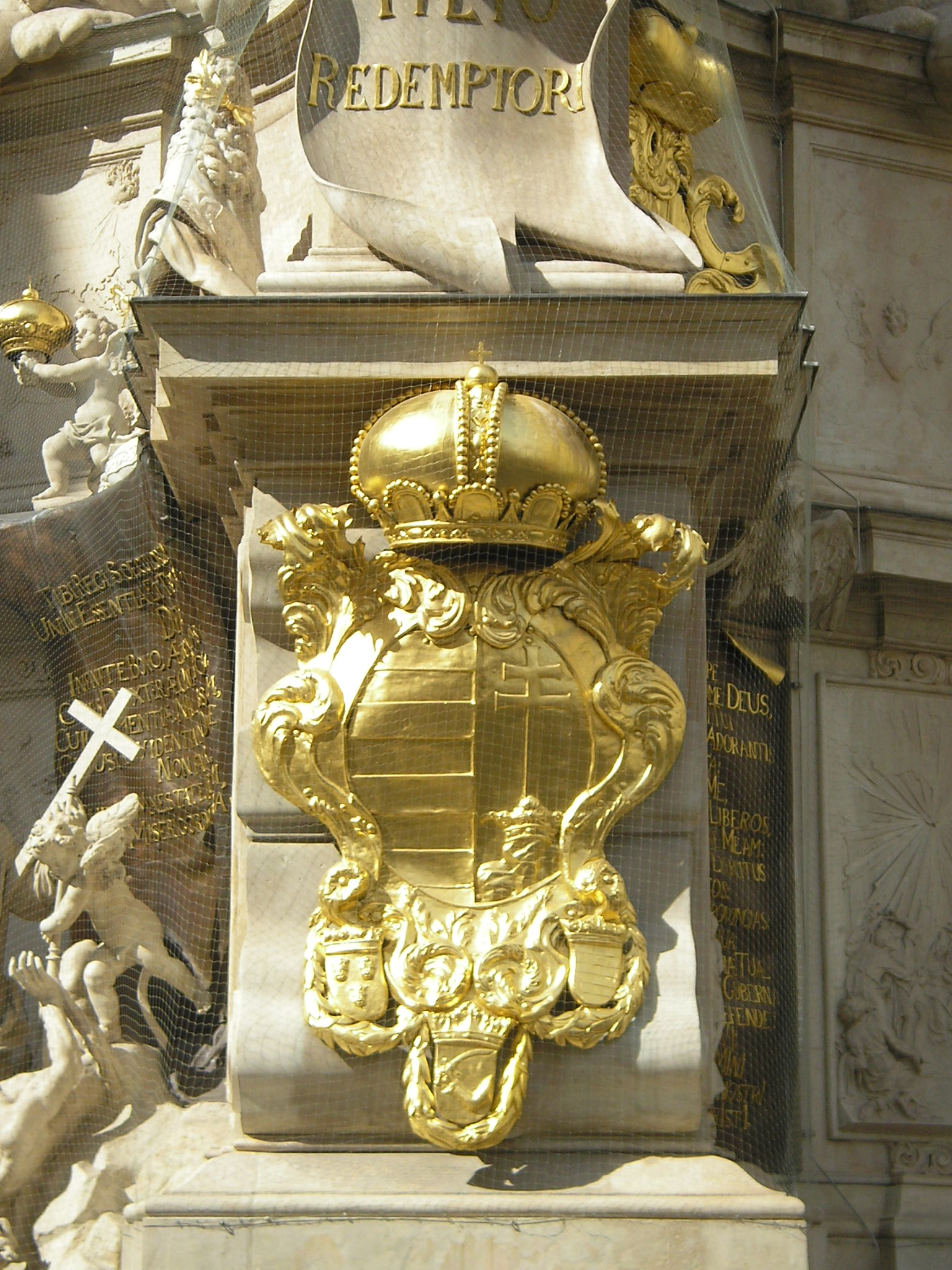
شعار النبالة للمجر
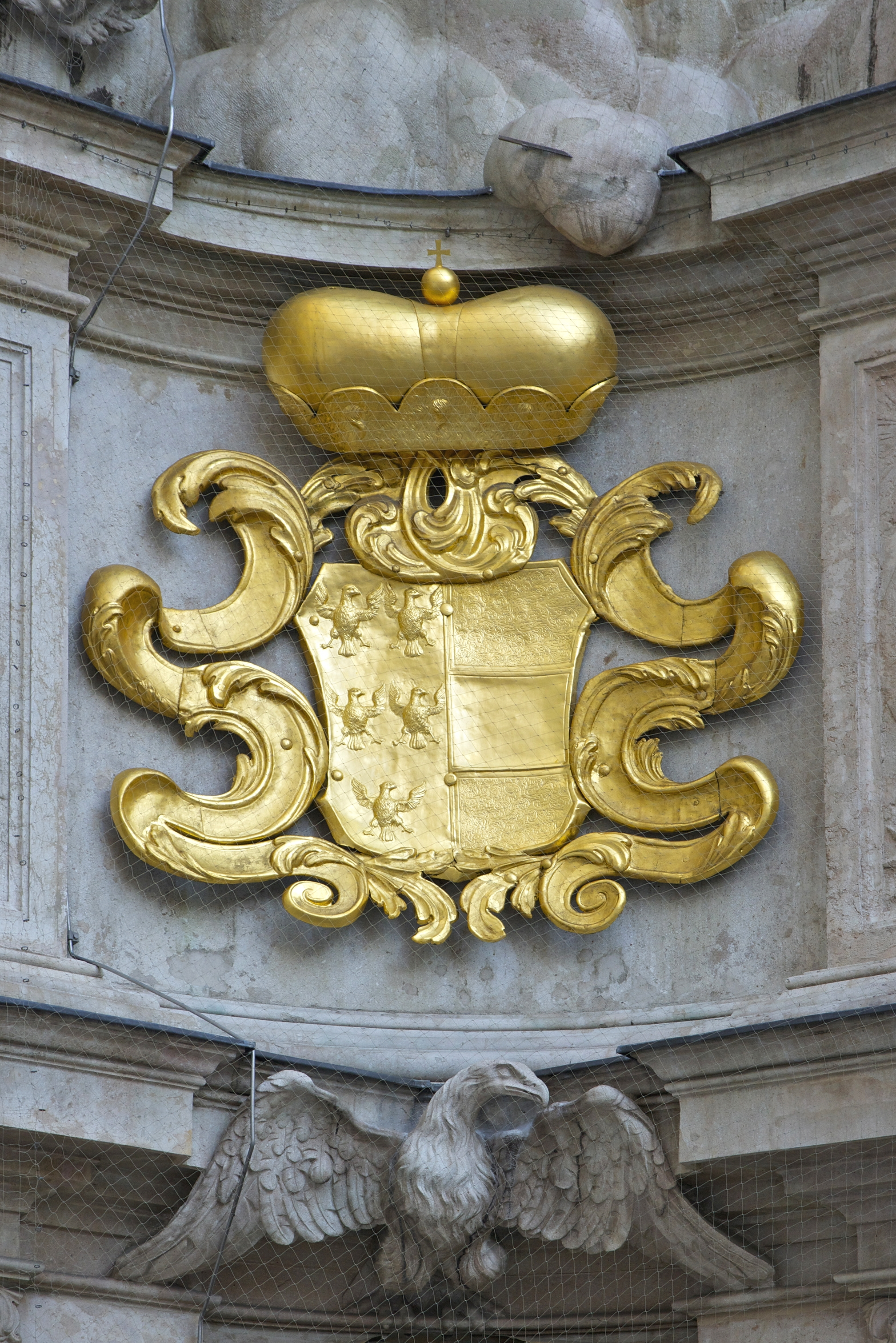
شعار النبالة للنمسا